# Nowa Wieś Wyszyńska
Nowa Wieś Wyszyńska – wieś w Polsce położona w województwie wielkopolskim, w powiecie chodzieskim, w gminie Budzyń. Do 31 grudnia 2016 była to część wsi Bukowiec.
W latach 1975–1998 miejscowość administracyjnie należała do województwa pilskiego.